# Alexander Gschliesser
Alexander Gschliesser (Vipiteno, 11 maggio 1973) è un allenatore di hockey su ghiaccio ed ex hockeista su ghiaccio italiano, allenatore del Bressanone.

## Carriera

### Giocatore

#### Club
Nella massima serie italiana ha vestito le maglie di Fassa, Val Pusteria (a più riprese, anche quando ancora si chiamava HC Brunico), Milano 24 e Merano (anche in questo caso, più volte), oltreché quella della squadra della sua città natale, il Vipiteno, con cui ha giocato alcune stagioni anche in seconda serie.

#### Nazionali
Dopo la trafila come le giovanili, ha a lungo vestito la maglia dell'Italia, con la quale ha disputato il campionato mondiale di hockey su ghiaccio maschile 1998 e i giochi invernali di Lillehammer 1994.